# Piero Marini
Piero Marini (Valverde, Italia, 13 de enero de 1942) es un arzobispo de la Curia Romana.

## Biografía
Nació en Valverde, provincia de Pavía. 

### Sacerdote
Fue ordenado sacerdote para la diócesis de Roma en 1965, colaborando con la Congregación para el Culto Divino y la Disciplina de los Sacramentos como secretario de Annibale Bugnini, encargado de la reforma litúrgica de 1970 surgida como consecuencia del Concilio Vaticano II.
El 24 de febrero de 1987, Juan Pablo II le nombra Maestro de las Celebraciones Litúrgicas Pontificias. Desde entonces, ha promovido la renovación del Ufficio, consiguiendo autonomía jurídica en el interior de la Curia Romana.

### Episcopado
El 19 de marzo de 1998 Mons. Marini fue ordenado Obispo de Martirano. El 20 de septiembre de 2003, con ocasión del XXV aniversario del Pontificado,  Juan Pablo II elevó a la dignidad arzobispal.

## Maestro de Celebraciones Litúrgicas Pontificias

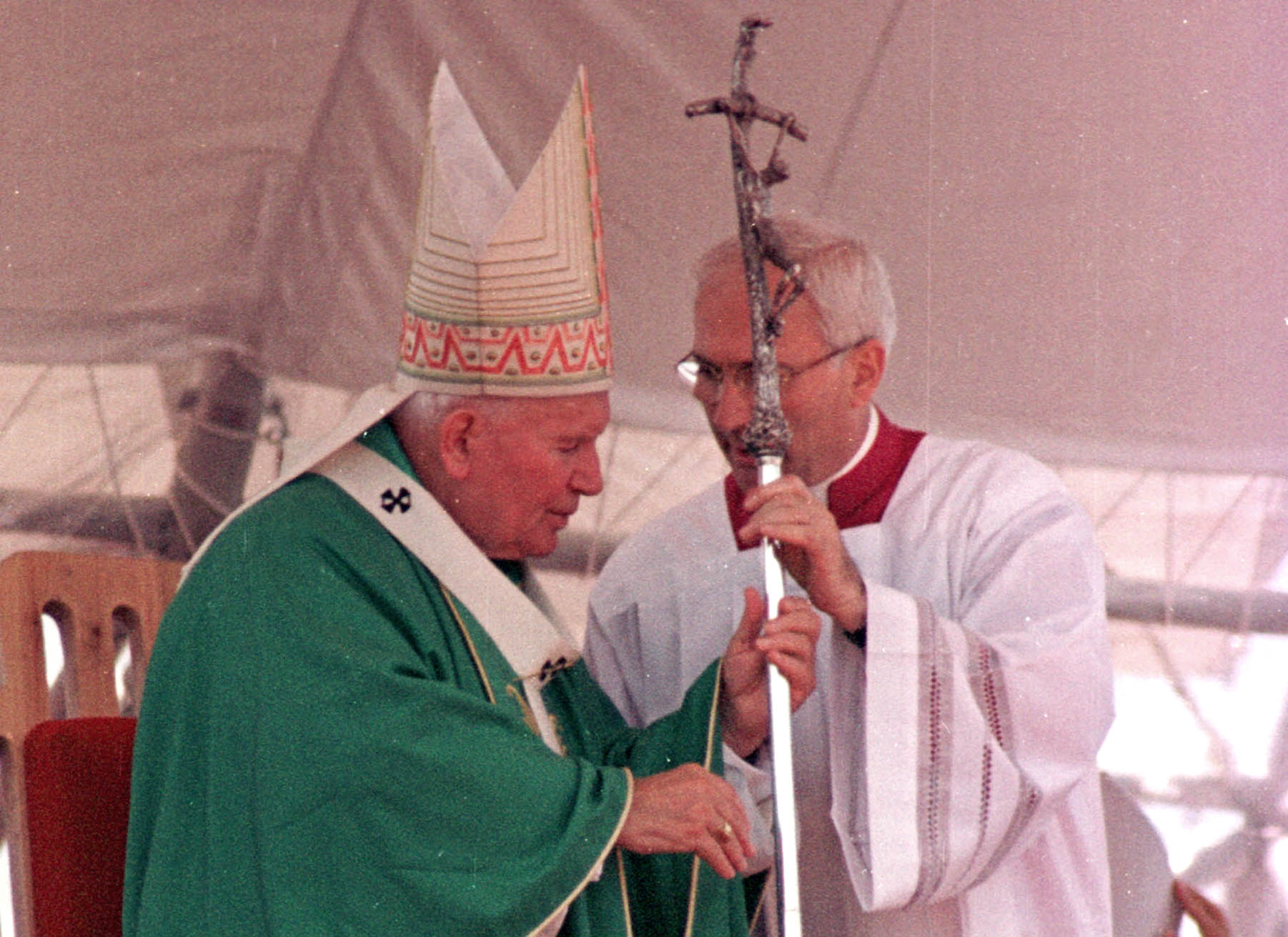
Piero Marini junto con el Papa Juan Pablo II.

Durante el pontificado de Juan Pablo II fue Maestro de las Celebraciones Litúrgicas Pontificias (1987), cargo que consiste en la preparación y supervisión de las ceremonias celebradas por el papa, continuando en sus funciones tras el inicio del pontificado de Benedicto XVI. Algunas de sus decisiones fueron objeto de polémica, pues ciertos sectores consideraron que suponían una ruptura con la tradición.
El 1 de octubre de 2007 fue sustituido en el cargo de Maestro de Ceremonias por Guido Marini, dejando el puesto el 21 de octubre de 2007. En una carta de despedida y agradecimiento difundida en inglés por la Santa Sede, algo inusual en la Curia, Marini se defendía invocando la confianza de la que fue objeto por parte de los dos papas a los que sirvió. Agradece especialmente a Juan Pablo II que le concediera su confianza «aunque no siendo un experto litúrgico en sentido técnico del término», y a Benedicto XVI en quien reconoce a «un profesor y a un experto en liturgia» y que aceptó de buena gana celebrar según los ritos que había concebido para él con motivo de la inauguración de su pontificado. Se declara también «confortado por la nueva carga que se le confía».
Es autor de varios libros sobre el tema, como Liturgia e Bellezza. Nobilis Pulchritudo, publicado en 2005.

### Actualidad
El 1 de octubre de 2007 fue nombrado Presidente del Comité Pontificio para los Congresos Eucarísticos Internacionales ad quinquennium por el papa Benedicto XVI, siendo confirmado en el cargo el 27 de noviembre de 2012 usque ad septuagesimum quintum annum aetatis eius y el 24 de mayo de 2018 hasta la celebración del 52° Congreso Eucarístico Internacional. El 13 de septiembre de 2021 cesó en el cargo de Presidente del Comité Pontificio para los Congresos Eucarísticos Internacionales.
El 1 de septiembre de 2015 fue nombrado Presidente de la Comisión especial de liturgia de la Congregación para las Iglesias Orientales.Siendo en 2019 confirmado como miembro de la Congregación para las Iglesias Orientales usque ad octogesimum annum.
Entre 2016 y 2022 fue miembro de la Congregación para el Culto Divino y la Disciplina de los Sacramentos y en 2017, fue nombrado canónigo de la Basílica de Santa María la Mayor.

## Controversias
Las acciones y frutos de su cargo han sido muy criticados, en especial por los sectores católicos más tradicionales, acusándolo de banalizar y llevar las liturgias papales más cerca de espectáculos que de verdaderas misas católicas. El cambio ha sido profundo, en especial a través de la promulgación del motu proprio Summorum Pontificum, se ha cambiado desde la propia cruz, la cátedra, las vestiduras o la decoración del altar en las misas papales.
| Predecesor: John Magee        | Maestro de las Celebraciones Litúrgicas Pontificias 17 de febrero de 1987 - 1 de octubre de 2007                                 | Sucesor: Guido Marini                      |
| Predecesor: Card. Jozef Tomko | Presidente del Comité Pontificio para los Congresos Eucarísticos Internacionales 1 de octubre de 2007 - 13 de septiembre de 2021 | Sucesor: P. Padre Corrado Maggioni, S.M.M. |